# Ilha Pinguim
A Ilha Pinguim (também conhecida como Ilha Georges, Île Pingouin, Isla Pingüino, e Ilhota Pinguim) é uma ilha, de 1,4 km de largura e 1,7 km de comprimento, que se situa fora da costa sul da Ilha do Rei George e marca o lado ocidental da entrada da Baía do Rei George nas Ilhas Shetland do Sul. A Ilha Pinguim foi avistada em janeiro de 1820 por uma expedição britânica sob o comando de Edward Bransfield, e então nomeada por ele porque os pinguins ocupavam o litoral da ilha.
A Ilha Pinguim é delimitada pelo Pico Deacon, um cone de escória basáltica. Pensa-se que o Pico Deacon esteve ativo pela última vez cerca de 300 anos atrás. A Cratera Petrel, uma cratera de maar, está localizada no lado leste da ilha e é pensada ter entrado em erupção em ou em torno de 1905.